# جون أرتشارد
جون أرتشارد هو سياسي أسترالي، ولد في 29 مارس 1906 في لاونسستون في أستراليا، وتوفي في 20 يونيو 1995. انتخب عضو المجلس التشريعي التاسماني ‏ عن دائرة Electoral division of Launceston ‏ (29 يناير 1966 – 21 ديسمبر 1968) وانتخب عضو المجلس التشريعي التاسماني ‏ عن دائرة Electoral division of Cornwall ‏ (8 مايو 1954 – 16 ديسمبر 1961) وانتخب عضو مجلس نواب تسمانيا ‏ عن دائرة Division of Bass (state) ‏ (21 أغسطس 1948 – 25 مارس 1954).